# Propedies mutinus
Propedies mutinus är en insektsart som beskrevs av Ronderos och Sanchez 1983. Propedies mutinus ingår i släktet Propedies och familjen gräshoppor. Inga underarter finns listade i Catalogue of Life.